# Battaglia di Immae
La battaglia di Immae fu combattuta nel 272 tra l'esercito romano comandato dall'imperatore Aureliano e quello del Regno di Palmira, condotto dal generale Zabdas per la regina Zenobia; la vittoria di Aureliano sancì la riconquista della Siria, passo fondamentale nella riconquista dei territori dello stato secessionista di Palmira e nella ricomposizione dell'impero.
L'esercito palmireno si ritirò tuttavia senza subire gravi perdite e poté quindi opporsi nuovamente ad Aureliano nella battaglia di Emesa, al termine della quale ai palmireni non restò che affidarsi, essendo ormai privi di un esercito, alle sole mura della loro capitale, Palmira.

## Contesto storico
Nel 272 Aureliano aveva intrapreso la riconquista del Regno di Palmira, con un attacco duplice, via mare sull'Egitto e via terra sull'Asia minore; grazie alla sua rapidità e alla sua clemenza verso le città che gli si erano schierate contro, l'imperatore riconquistò rapidamente la penisola anatolica. I Palmireni avevano perso l'Asia minore prima di poter intervenire, ma erano intenzionati a difendere la Siria, cuore del loro dominio. La regina Zenobia e il suo comandante in capo dell'esercito Zabdas decisero di difendere la capitale siriana, Antiochia, e schierarono l'esercito fuori dalla città; Zabdas scelse un terreno adatto alla formidabile cavalleria pesante palmirena, i clibanarii, nei pressi del lago di Antiochia.
Aureliano tentò di evitare lo scontro su terreno favorevole ai Palmireni aggirando le posizioni del nemico, ma Zabdas, conscio della necessità di impegnare l'imperatore romano in un luogo in cui fosse possibile sfruttare tutte le potenzialità della cavalleria pesante palmirena, superiore a quella romana, inviò i suoi contingenti a intercettare l'esercito di Aureliano lungo la strada per Beroea (Aleppo).

## Battaglia
In quella che sarebbe passata alla storia come battaglia di Immae dal nome della località, non lontano da Dafne (un sobborgo di Antiochia sull'Oronte), Zabdas vide la sua cavalleria pesante sconfitta da un imperatore che era stato, in passato, comandante della cavalleria sotto gli imperatori Gallieno e Claudio II il Gotico.
(Zosimo, Storia nuova, 50.3.)
Sfiancando quindi la cavalleria pesante palmirena, i più leggeri cavalieri romani si voltarono e contrattaccarono con il sostegno della fanteria, mettendo in rotta i clibanarii palmireni e facendone strage mentre la fanteria dell'imperatore, attraversato l'Oronte, attaccò sul fianco le truppe di Zabdas che così subirono una sconfitta completa. 
(Zosimo, Storia nuova, 50.4.)
Zabdas e il suo esercito ritornarono dentro le mura di Antiochia, ma pochi dei loro cavalieri riuscirono a salvarsi.

## Conseguenze
Zenobia e Zabdas, dopo aver lasciato un presidio a Dafne, di notte, si ritirarono da Antiochia e, dopo aver raccolto un secondo esercito, diedero battaglia ad Emesa, venendo sconfitti nuovamente: Aureliano aveva riconquistato il Regno di Palmira, ridando unità all'Impero romano.